# Alvaro Načinović
Alvaro Načinović (Rijeka, 22. ožujka 1966.), hrvatski rukometaš. Igračku je karijeru počeo u riječkom Zametu. Karijeru je nastavio u rukometnom klubu Zagreb. Olimpijski je pobjednik iz Atlante 1996. i brončani s Olimpijskih igara u Seulu 1988., te svjetski doprvak sa Svjetskog prvenstva na Islandu 1995., zlatni na Mediteranskim igrama 1993. u Languedoc-Roussillonu, juniorski prvak svijeta 1987. u Rijeci.
Kao član reprezentacije 1996. godine dobitnik je Državne nagrade za šport "Franjo Bučar".
Otac je hrvatskog rukometnog reprezentativca Verona Načinovića.

## Priznanja

### Klupska
RK Zamet 
- 2. savezna liga(2) : 1983./84., 1986./87.
- Prva HRL(1) : 1998./99. (treći)
- Ekipa Godine -  HRS(1) : 1998.

RK Zagreb
- Prva HRL(1) : 1991./92.
- Hrvatski rukometni kup(1) : 1992.
- Liga prvaka(1) : 1991./92.

Pivovara Laško Celje 
- Slovenska prva liga(5) : 1993./94., 1994./95., 1995./96., 1996./97., 1997./98., 1999./00., 2000./01.
- Slovenski kup(5) : 1994., 1995., 1996., 1997., 1998., 2000., 2001.

### Reprezentativna
Jugoslavija 
- Italija 1985. - bronca
- Jugoslavija 1987. - zlato
- Seoul 1988. - bronca

Hrvatska
- Languedoc-Roussillon 1993. - zlato
- Portugal 1994. - bronca
- Island 1995. - srebro
- Atlanta 1996. - zlato
- Franjo Bučar 1996.
- Njemačka 1999. - srebro

## Vanjske poveznice
- EHF  Arhivirana inačica izvorne stranice od 4. ožujka 2016. (Wayback Machine) Profil